# 에이션트블루
에이션트블루는 2003년 5월 한국의 게임회사 ROG가 출시 세계 최초의 연재형 온라인게임으로 2004년 8월 중단되었다. 
셀 애니메이션 기법을 사용해 3D 배경에 2D 캐릭터가 멋진 조화를 이루는 가운데 화려한 연속기가 돋보이는 콤보 시스템과 빠른 배틀이 특징이며, 온라인에 접속해 진행하기는 하지만 다른 사용자와 동시에 즐기는 MMORPG는 아니며 오직 싱글플레이만 진행할 수 있었다. 또한 게임전체를 한번에 끝내는 것이 아니라 에피소드별로 나누어 플레이하며, 마치 연재만화나 연재소설을 읽는 것처럼 매 에피소드마다 긴박감 넘치는 스토리를 즐길 수 있는 점이 특징이었다. 2003년에는 엠게임(http://www.mgame.com/) 퍼블리싱 계약을 체결하기도 하였다.
하지만 홍보부족 및 게임방식의 생소함등으로 점차 수익이 악화되어 갔고, 결국 ROG가 2004년 8월 한국의 게임회사 웹젠(http://www.webzen.com/)에%5B깨진+링크(과거+내용+찾기)%5D 인수됨과 동시에 서비스는 중단되었다.

## 스토리
어린시절 동굴에서 특별한 경험을 한 레나는 그 이후로 별다른 사고없이 잘 크게 된다. 하지만 촌장님의 안경을 찾아주기 위해 마을 밖으로 나갔다가 사고를 당하고 기절하게 된다. 그 후 깨어나서 마을로 돌아가지만 마을은 이미 마적단에게 공격을 받게 되고, 어쩔줄 몰라하는 레나는 대륙 최고의 용병을 꿈꾸는 란스를 만나게 된다. 그리고 그 둘은 본격적인 여행길에 오르게 되고, 마적의 휠윈드에 이르게 된다.